# オスカー・シュミット
オスカー・ダニエル・ベゼーハ・シュミット（Oscar Daniel Bezerra Schmidt,-1958年10月22日-）は、ブラジルが生んだ伝説的なバスケットボール選手。45歳まで現役選手としてプレイし、NBAのレブロン・ジェームズのキャリア総得点数(52,243得点)に次ぐ歴代2位となるキャリア総得点49,973点の記録や、5大会連続オリンピック出場、オリンピックでの総得点歴代1位(ギネス記録)、1つのオリンピックでの総得点,平均得点の史上最高記録(ギネス記録)など、2025年現在でも破られていない不滅の大記録を幾つも持つ世界のバスケットボール史に大きく名を刻んだ選手。NBAにドラフトされたがNBAに行かなかったバスケットボール選手としては最も偉大な選手の一人とも言われている。リオグランデ・ド・ノルテ州ナタール出身。ポジションはスモールフォワード/パワーフォワード。2010年にFIBA殿堂、 2013年にネイスミス・メモリアル・バスケットボール殿堂 入りしている。

## 来歴
最初の監督は日系人の三浦ラウリンド。オスカルの非凡なるテクニックは三浦の献身的な指導によって培われた。

13歳の時の身長は185cm。

1974年、16歳でサンパウロのパルメイラスの下部組織に入団。

1977年、19歳でブラジルA代表に選ばれる。

## タイトル、個人記録、受賞

### ブラジル代表
- 個人記録
  - 5大会連続オリンピック出場。(1980年モスクワ～1996年アトランタ)
  - オリンピックでの総得点1093点,1試合平均28.8点。(出場した5回のオリンピック全てで1度も準決勝まで勝ち進まずでこの数字)
  - 1つのオリンピックでの総得点338点と1試合平均42.3点。(1988年のソウルオリンピックにて。準々決勝で敗退してこの数字)